# مات ملادين
مات ملادين (بالإنجليزية: Mat Mladin)‏ مواليد 10 مارس 1972 في نيوساوث ويلز، أستراليا، هو متسابق دراجات نارية أسترالي سابق. نافس في سباقات بطولة العالم لفئة 500 سي سي. كما شارك في بطولة العالم للسوبربايك.

## روابط خارجية
- مات ملادين على موقع MotoGP.com (الإنجليزية)
- مات ملادين على موقع WorldSBK.com (الإنجليزية)